# Hijo de la luz y de la sombra
Hijo de la luz y de la sombra es el trigésimo álbum de estudio del cantautor Joan Manuel Serrat, editado en 2010 por la compañía discográfica Sony Music y basado en poemas de Miguel Hernández en el año de su centenario, con arreglos y dirección musical de Joan Albert Amargós.
En la grabación del disco han intervenido entre otros: Joan Albert Amargós (teclados), Ricard Miralles (piano), David Palau (guitarras), Víctor Merlo (bajo), David Simó (batería y percusión), Pere Bardagí (violín), Olvido Lanza (violín), Luis Dulzaides (percusión), Antonio Serrano (armónica), Jaume Peña (trompeta), Laura Simó (coros), Carme Canela (coros), Jofre Bardagí (coros).
El álbum presentado el 23 de abril de 2010 en Elche, Alicante.

## Canciones que incluye la grabación
Todos los poemas adaptados para los temas con música de Joan Manuel Serrat.
- 1. Uno de aquellos - 4:54
- 2. Del ay al ay por el ay - 4:20
- 3. Canción del esposo soldado - 3:24
- 4. La palmera levantina - 2:52
- 5. El mundo de los demás - 3:26
- 6. Dale que dale (con Miguel Poveda) - 2:23
- 7. Cerca del agua - 3:43
- 8. El hambre - 5:53
- 9. Tus cartas son un vino - 3:33
- 10. Si me matan, bueno - 4:46
- 11. Las abarcas desiertas - 3:40
- 12. Sólo quien ama vuela - 4:22
- 13. Hijo de la luz y de la sombra - 4:07

## Posicionamiento en las listas
| País      | Lista               | Posición máxima alcanzada | Fecha | Fuente |
| --------- | ------------------- | ------------------------- | ----- | ------ |
| Argentina | CAPIF ranking anual | 8                         | 2011  | [ 1 ]  |